# Artemisia divaricata
Artemisia divaricata là một loài thực vật có hoa trong họ Cúc. Loài này được (Pamp.) Pamp. mô tả khoa học đầu tiên năm 1938.